# Subsistema Multimèdia IP
Subsistema Multimèdia IP (amb acrònim IMS: IP Multimedia Subsystem) és un conjunt d'especificacions que descriuen l'arquitectura de les xarxes de la següent generació, per a suportar telefonia i serveis multimèdia mitjançant el protocol IP. IMS és una arquitectura que esdevé un estàndard.

## Arquitectura

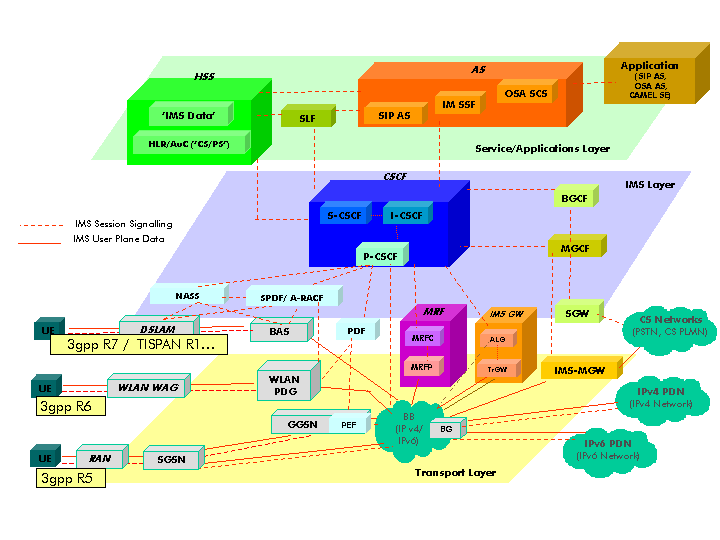
Fig.1 Arquitectura IMS

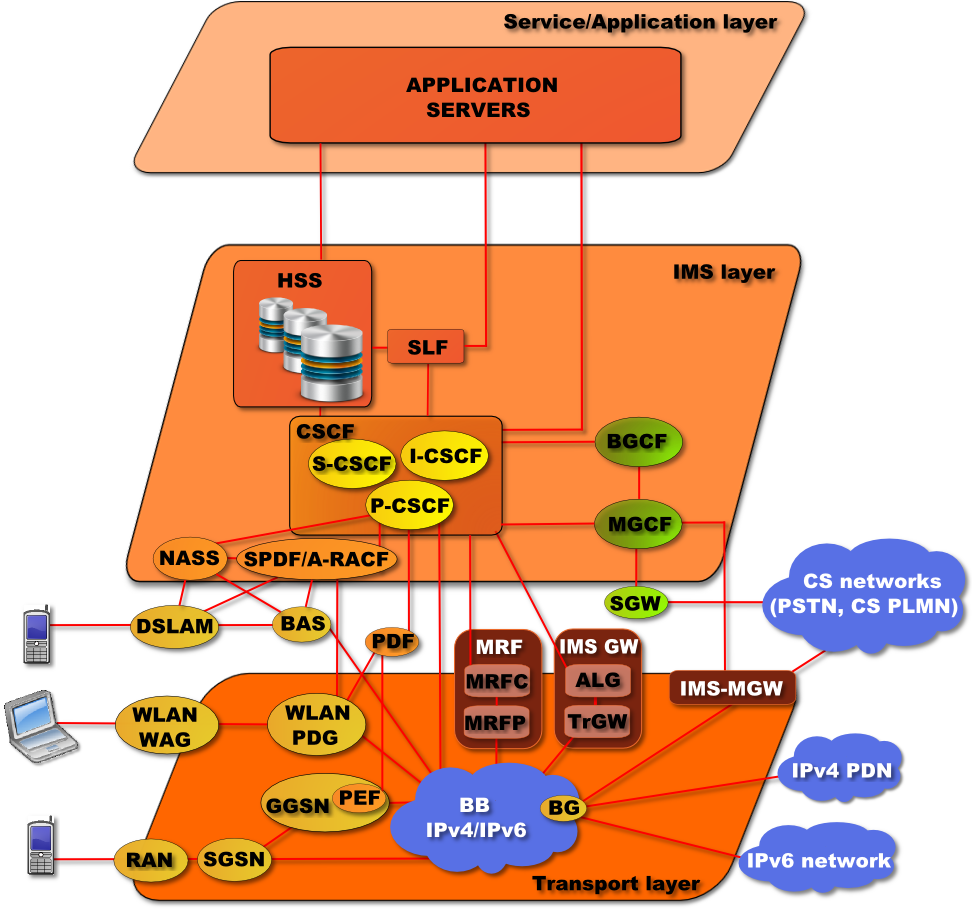
Fig.2 Arquitectura IMS

- Capa d'aplicació

- Capa d'accés
  - Accés mòbil
  - Accés de banda ampla fixa
  - Accés WiFI
- Capa de transport
- Capa de control